# Brandon McBride
Brandon McBride (Windsor, 15 giugno 1994) è un mezzofondista canadese. È il detentore del record nazionale negli 800 metri piani in 1'43"20, fatto registrare il 20 luglio 2018 all'Herculis di Monaco.

## Palmarès
| Anno | Manifestazione          | Sede              | Evento      | Risultato  | Prestazione | Note                          |
| ---- | ----------------------- | ----------------- | ----------- | ---------- | ----------- | ----------------------------- |
| 2011 | Mondiali allievi        | Villeneuve-d'Ascq | 800 m piani | Semifinale | 1'51"00     |                               |
| 2012 | Mondiali juniores       | Barcellona        | 800 m piani | 6º         | 1'46"07     | Miglior prestazione personale |
| 2014 | Giochi del Commonwealth | Glasgow           | 800 m piani | Semifinale | dq          |                               |
| 2015 | Giochi panamericani     | Toronto           | 800 m piani | Semifinale | 1'49"65     |                               |
| 2015 | Giochi panamericani     | Toronto           | 4x400 m     | Semifinale | 3'05"40     |                               |
| 2016 | Giochi olimpici         | Rio de Janeiro    | 800 m piani | Semifinale | 1'45"41     |                               |
| 2017 | Mondiali                | Londra            | 800 m piani | 8º         | 1'47"09     |                               |
| 2018 | Campionati NACAC        | Toronto           | 800 m piani | Oro        | 1'46"14     |                               |
| 2019 | Mondiali                | Doha              | 800 m piani | Semifinale | 1'46"21     |                               |
| 2021 | Giochi olimpici         | Tokyo             | 800 m piani | Batteria   | 1'46"32     |                               |
| 2022 | Mondiali                | Eugene            | 800 m piani | Batteria   | 1'57"43     |                               |

## Altre competizioni internazionali
2016
- Argento ai London Anniversary Games ( Londra), 800 m piani - 1'43"95

2019
- Oro al Meeting de Paris ( Parigi), 800 m piani - 1'43"78